# Elite Model Look
De Elite Model Look is een jaarlijkse wedstrijd die wordt georganiseerd door Elite Model Management, om nieuwe topmodellen te ontdekken.
De Elite Model Look werd in 1983 gelanceerd door de toenmalige baas van Elite, John Casablancas. Destijds heette het nog de 'Look of the year'. Ondertussen is deze wedstrijd uitgegroeid tot het grootste evenement op dit gebied, dat jaarlijks veelvuldig in de pers komt. Dit komt mede door de vele talenten die worden opgespoord. Gisele Bündchen, Cindy Crawford, Wendy Dubbeld, Karen Mulder, Frederique van der Wal en Linda Evangelista begonnen hun carrière allemaal bij de Elite Model Look.
Elk jaar doen ongeveer 350.000 meiden tussen de 14 en 21 jaar uit 50 landen mee. Elk land kiest zijn eigen winnares, die naar de internationale finale gaat, en samen met alle andere nationale winnaressen om de hoofdprijs strijdt. Dit is vaak een contract voor een groot bedrag bij Elite New York en Parijs.
In 2006 zou de internationale finale van de Elite Model Look plaatsvinden in Bangkok, maar door de staatsgreep in Thailand, werd uitgeweken naar Marrakesh.
In 2008 werd de wedstrijd, die plaatsvond in China, gewonnen door de Belgische Louise Maselis.

## Internationale finales Elite Model Look
- 1983: Acapulco (Mexico)
- 1985: Mauritius
- 1986: Forte dei Marmi (Italië)
- 1987: Taormina (Italië)
- 1988: Atami (Japan)
- 1989: Parijs (Frankrijk)
- 1990: Rio de Janeiro (Brazilië)
- 1991: New York (Verenigde Staten)
- 1992: New York
- 1993: Miami (Verenigde Staten)
- 1994: Ibiza (Spanje)
- 1995: Seoel (Zuid-Korea)
- 1996: Nice
- 1997: Nice
- 1998: Nice
- 1999: Nice
- 2000: Genève (Zwitserland)
- 2001: Nice
- 2002: Tunesië
- 2003: Singapore
- 2004: Shanghai (China)
- 2005: Shanghai
- 2006: Marrakesh (Marokko)
- 2007: Tsjechië
- 2008: China
- 2009: Sanya (China)
- 2010: Shanghai
- 2011: Shanghai